# Крепость Грозная

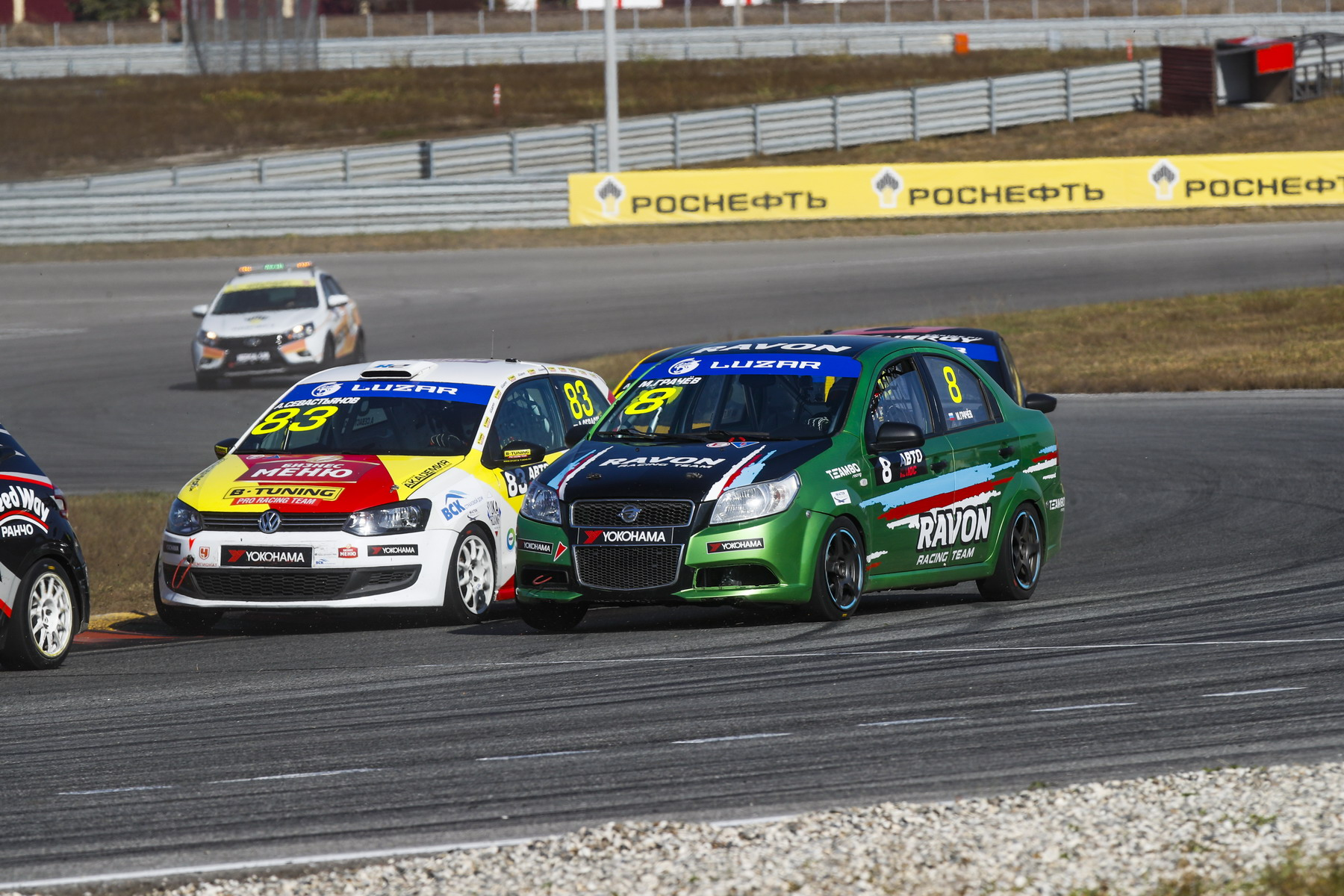

«Крепость Грозная» — крупнейший на Северном Кавказе автодром мирового уровня, расположенный в Грозном. В день открытия 24 августа 2015 года на нём прошёл чемпионат России по драг-рейсингу в котором приняли участие гонщики из 30 регионов России.

## Описание
Трасса проложена в Шейх-Мансуровском районе Грозного, на месте бывшего нефтеперерабатывающего завода. Площадь автодрома составляет 60 гектаров. На этой площади располагаются трассы для картинга (1314 м), кольцевых гонок (3086 м), автокросса (1250 м), джип-триала, парных гонок, дрифта и драг-рейсинга (1000 м). Есть полоса «Сафари» для мотоциклов и внедорожников с препятствиями высотой до 4 метров и 30-градусными подъёмами. Автодром способен принимать соревнования международного уровня. Арена рассчитана на 1600 зрителей.

## Соревнования
В среднем за год на автодроме проходит до 70 мероприятий различного уровня. Из числа всероссийских на автодроме прошли соревнования Формула-Мастер Россия в сезоне 2015 года и этапы Российской серии кольцевых гонок 2016 и 2017 годов.